# Gueltas
Gueltas is een gemeente in het Franse departement Morbihan (regio Bretagne) en telt 544 inwoners (1999). De plaats maakt deel uit van het arrondissement Pontivy.

## Geografie
De oppervlakte van Gueltas bedraagt 20,7 km², de bevolkingsdichtheid is 26,3 inwoners per km².
De onderstaande kaart toont de ligging van Gueltas met de belangrijkste infrastructuur en aangrenzende gemeenten.

## Demografie
Onderstaande figuur toont het verloop van het inwonertal (bron: INSEE-tellingen).